# Arthur W. Hummel Sr.
Arthur William Hummel Sr., né le 6 mars 1884 à Warrenton, décédé le 10 mars 1975, et un missionnaire chrétien et sinologue des États-Unis, spécialiste de la période de la dynastie Qing.

## Œuvres
- Arthur William Hummel, Eminent Chinese of the Ch'ing Period (1644-1912), US Government Printing Office, 1944 (OCLC 3443954, lire en ligne) (ECCP)